# Tomislav Ivančić
Tomislav Ivančić, hrvaški katoliški duhovnik, akademik, * 30. november 1938 Davor pri Slavonski Požegi, Jugoslavija, +17. februar 2017, Zagreb, Hrvaška.
Bil je član Mednarodne teološke komisije.

## Življenjepis

### Otroštvo in šolanje
Tomislav Ivančić se je rodil 1938 v skromni družini Đura Ivančiča in Marije r. Gelemanović v kraju Davor, blizu Nove Gradiške v območju Slavonske Požege. V Zagrebu je končal Nadškofijsko klasično gimnazijo v Zagrebu. Teologijo in filozofijo je študiral od 1960 na Katoliški bogoslovni fakulteti v Zagrebu, a od 1963 je nadaljeval študije na Gregoriani v Rimu. 
1964 je dosegel magisterij iz filozofije  z nalogo Teorija spoznavnosti pri hrvaških in sovjetskih marksistih ,' a 1967 iz teologije z delom Misli Leona Velikega o primatu in škofovstvu po dokumentih, ki se tičejo Vzhodnega vprašanja. 
Duhovniško posvečenje je prejel 10. oktobra 1966 v Rimu.
Doktoriral je iz teologije 1971 v Rimu z delom »Brezverno krščanstvo« pri Dietrichu Bonhoefferju.

### Bogoslovno in dušnopastirsko delovanje
Ivančić je 1971 začel predavati na Katedri za Osnovno bogoslovje pri Bogoslovni fakulteti v Zagrebu. Tu je obravnaval Nauk o Božjem razodetju, Ekleziologijo, Izvor krščanstva, Teološko epistemologijo, Odnos ateizma, vere in krščanstva, Nova verska gibanja, Duhovno patologijo in terapijo ter Evangeljsko in etično-moralno preobrazbo družbe.
Poučeval je tudi na Inštitutu za cerkveno glasbo, Inštitutu za teološko kulturo laikov, na Filozofski fakulteti Družbe Jezusove na Jordanovcu (FFRZ) in Fakulteti za elektrotehniko in računalništvo v Zagrebu.
1983 je postal kanonik zagrebškega kapitlja, 1984 pa arhidiakon čazmanskega kapitlja. Pastoralno je deloval v cerkvi sv. Vinka in v Zagrebški stolnici. Opravljal je službo dekana KBF, leta 2001 pa je bil izvoljen za rektorja Zagrebške univerze. Službo je prevzel 7. februarja 2002, vendar je s položaja odstopil zaradi bolezni. 

## Nova veja - hagioterapija
Papež Janez Pavel II. ga je 2004 imenoval za člana Mednarodne teološke komisije. Komisiji je takrat predsedoval poznejši papež Joseph Ratzinger. V njej je delovalo več slovenskih teologov, med njimi tudi Božji služabnik Anton Strle in poznejši beograjski nadškof Franc Perko.
Ko je začel predavati na Bogoslovni fakulteti v Zagrebu, ga je vedno bolj zanimala povezava med telesnim in duševnim zdravjem. V zvezi s temi poskusi in raziskavami je utemeljil antropološko medicino in njeno posebno vejo hagioterapijo. Ta znanstvena panoga obravnava človeka v njegovi bivanjsko-duhovni razsežnost, torej v celovitosti zdravljenja duha in telesa.

### Navedki
Hrvaški izvirnik: "Želiš li živjeti osmišljeno, a to znači sretno, trebao bi svaki dan oprati svoju dušu, kao što pereš i uređuješ svoje lice i tijelo. Trebao bi svojoj duši dati najljepše misli svjetla, obećanja i dobre vizije. Potrebno je dušu oprati od svih negativnih misli i vijesti. Potrebno je dušu osloboditi od negativnosti i osjećaja uzaludnosti i bezuspješnosti, a osobito od osjećaja depresije, samosažaljenja i optuživanja drugih."

Slovenski prevod: "Če hočeš živeti smiselno, kar pomeni srečno, si vsak dan umij svojo dušo, tako kot si umivaš in neguješ obraz in telo. Svoji duši morate dati najlepše misli luči, obljub in dobrih predstav. Treba je oprati dušo vseh nikalnih misli in novic. Dušo je treba osvoboditi negativnosti in občutka nesmiselnosti in neuspeha, predvsem pa občutka potrtosti, samopomilovanja in obtoževanja drugih."

## Dela

### Zgoščenke
Tomislav Ivančič je 1960-ih let v  Italiji posnel tri zgoščenke s pesmimi v hrvaščini; ker takrat ni bila navada, da bi založniki redno natisnili na ploščo letnico, še do danes ni čisto določeno leto izdaje.